# Rei d'Atenes
Aquest és un llistat dels reis d'Atenes, que van governar la ciutat abans que s'introduís la figura de l'arcont. Molts d'ells són figures mítiques d'historicitat no comprovada. Es presenten per ordre d'antiguitat:
- Ògig
- Acteu
- Cècrops
- Amficcíon
- Erictoni
- Pandíon I
- Erecteu
- Cècrops II
- Pandíon II
- Egeu
- Teseu
- Menesteu (fill de Pèteu)
- Demofont
- Oxintes
- Afeidas
- Timetes
- Melant (fill d'Andropomp)
- Codros